# Dorfkirche Uenze

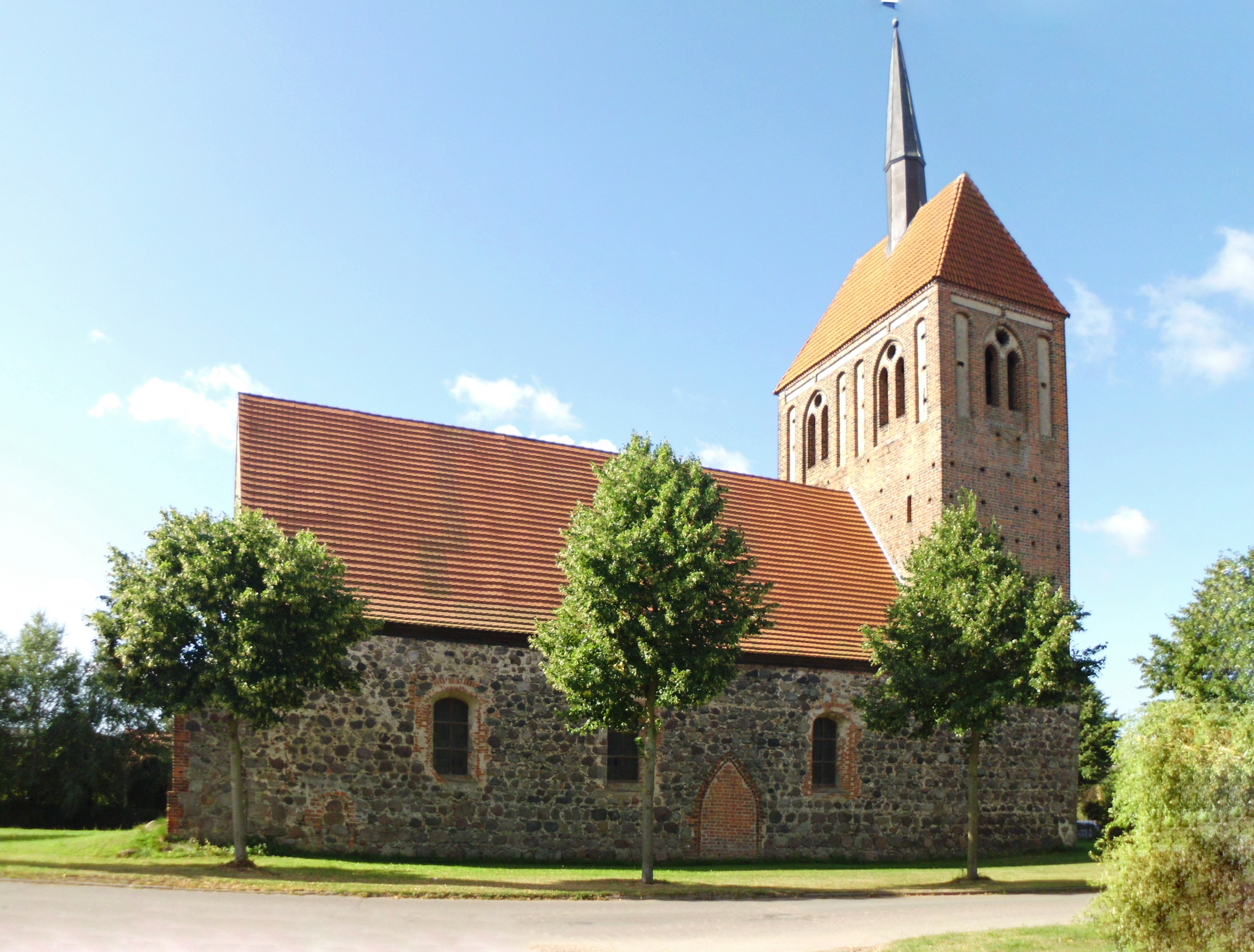
Dorfkirche Uenze

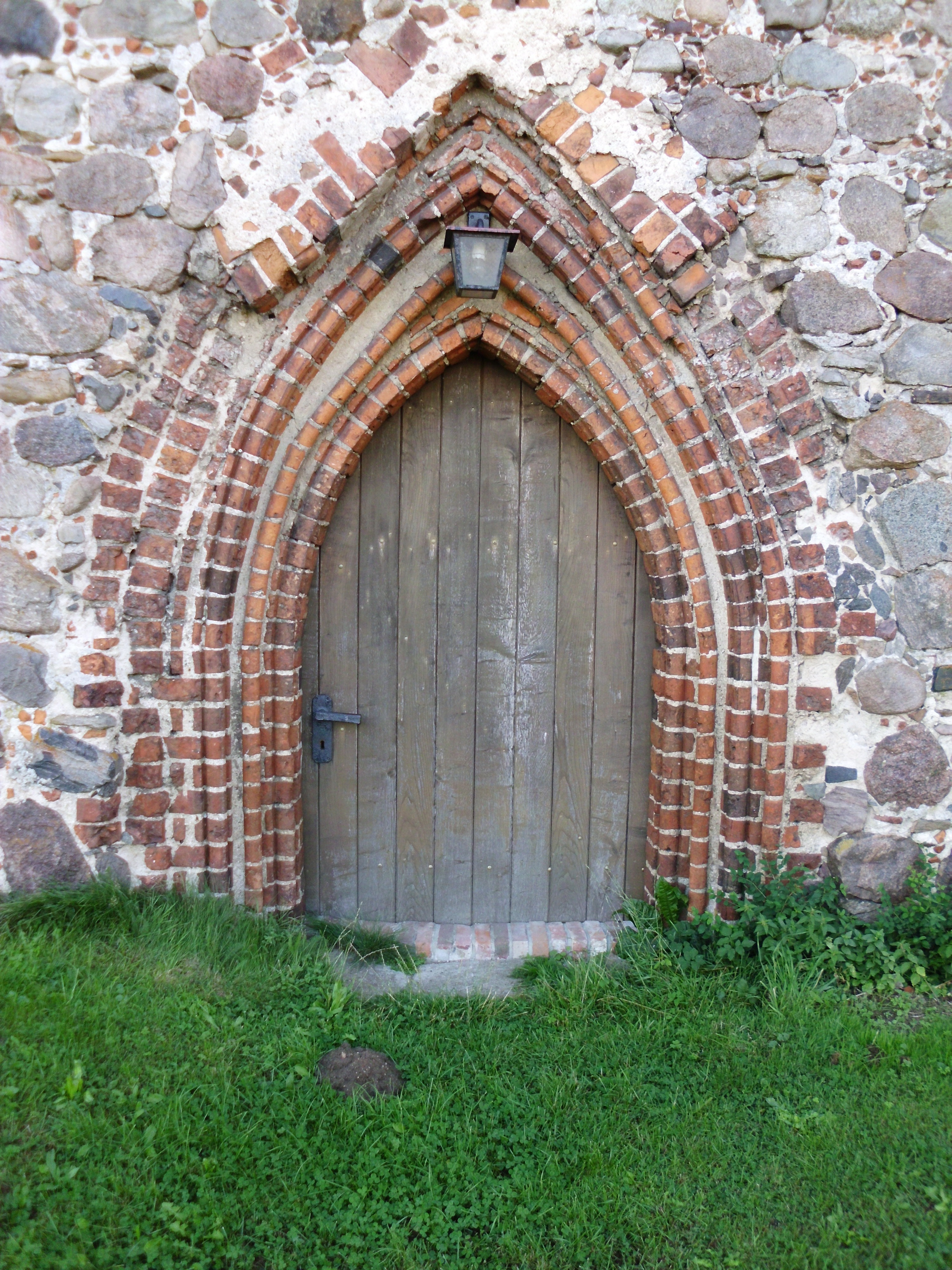
Portal

Die evangelische Dorfkirche Uenze ist eine gotische Saalkirche im Ortsteil Uenze von Plattenburg im Landkreis Prignitz in Brandenburg. Sie gehört zum Pfarrsprengel Uenze-Rosenhagen-Krampfer im Kirchenkreis Prignitz der Evangelischen Kirche Berlin-Brandenburg-schlesische Oberlausitz.

## Geschichte und Architektur
Die Kirche ist ein gerade geschlossener Saalbau aus Feldsteinmauerwerk mit schiffsbreitem Westturm, der im späten 13. Jahrhundert entstanden ist. Die oberen Turmgeschosse sind leicht zurückgesetzt in Backstein ausgeführt und stammen nach dendrochronologischen Untersuchungen aus dem Jahr 1492; das Glockengeschoss ist mit gekuppelten Schallöffnungen versehen, die von spitzbogigen Blenden gerahmt sind; ein Walmdach mit Dachreiter vom Ende des 15. Jahrhunderts bildet den Abschluss. Vermutlich gleichzeitig entstanden die vier steilen Backsteinportale (zwei davon sind zugesetzt); in den reich profilierten Gewänden sind im Wechsel Rund-, Spitz- und Birnstäbe aus Formziegeln eingebaut, die Verdachungen wurden abgearbeitet.

## Ausstattung
Das Hauptstück der Ausstattung ist ein hölzerner Kanzelaltar aus dem Jahr 1753 von P. Pankow aus Wittenberge, bemalt von G. E. Belwe; seitlich sind Betstübchen mit durchbrochenen Füllungen angeordnet. Ein ungewöhnlich interessantes Ausstattungsstück ist das spätgotische, aus nur drei vollen Hölzern geschnitzte Sakramentshaus mit einer ursprünglichen Höhe von etwa 3,20 m Höhe, über gekreuztem Fuß und achteckigem Schaft ist es von einem steilen Pyramidendach  und vier Eckfialen bekrönt. Die ursprünglich vorhandene Spitze wurde unsachgemäß abgesägt. Wohl im 19. Jahrhundert erfolgte zudem eine Überfassung in einem entwertenden Braunton. Im Innern des Kirchentresors ist die ursprüngliche Ausmalung jedoch noch in Teilen vorhanden. An den Wandinnenseiten findet sich ein intensiver Rotton, die auf den spitz zulaufenden Flächen von einem Weißton abgelöst wird. Auf die abgeschrägten Dachflächen wurde je ein grünes Andreaskreuz gemalt. Die Symbolik der Ausmalung ist bislang nicht bekannt. Durch eine dendrochronologische Untersuchung des Holzes konnte der Sakramentsturm auf etwa 1502 datiert werden. Möglicherweise besteht ein Zusammenhang mit den mittelalterlichen Baumaßnahmen am Kirchturm. Die Tür des Sakramentshauses wird von schmalen Bändern gehalten, die am Ende je mit einem Blütenmotiv verziert wurden. Das Schlossblech selbst wurde dekorativ ausgestaltet. Fragmente der Grabplatte für Ritter Friedrich von Wartenberg († 1408) sind im Fußboden zwischen Altar und Kanzel eingelassen. In der Südwand außen ist ein Inschriftgrabstein aus dem Jahr 1726 eingesetzt.
Die Orgel ist ein Werk von Albert Hollenbach aus dem Jahr 1885 mit zwölf Registern auf zwei Manualen und Pedal, das in den Jahren 1976/1977 von Wolfgang Nußbücker umdisponiert wurde.